# Witkeelboomtimalia
De witkeelboomtimalia (Stachyris oglei) is een zangvogel uit de familie Timaliidae (timalia's). Deze vogel is genoemd naar de Britse landmeter in Assam M.J. Ogle (1842-1892) die het holotype had verzameld.  

## Verspreiding en leefgebied
Deze soort komt voor in noordoostelijk India en Myanmar.

## Status
De grootte van de populatie is niet gekwantificeerd maar de soort wordt omschreven als plaatselijk algemeen. Het verspreidingsgebied is erg klein en afgelegen. Op de Rode lijst van de IUCN heeft deze soort de status gevoelig.